# Rhigiocarya peltata
Rhigiocarya peltata är en tvåhjärtbladig växtart som beskrevs av Miege. Rhigiocarya peltata ingår i släktet Rhigiocarya och familjen Menispermaceae. Inga underarter finns listade i Catalogue of Life.